# 鈴木アメリ
鈴木 アメリ（すずき アメリ、1986年9月12日 - ）は、日本の女優。

## 略歴
早稲田大学第一文学部、早稲田大学演劇研究会出身。2008年の旗揚げから2016年まで、劇団「犬と串」に所属していた。

## 出演

### 映画
- どんじり（2011年、監督：池田暁）
- 山守クリップ工場の辺り（2013年、監督：池田暁）
- BOYS AND MEN 〜One For All, All For One〜（2016年、監督：植田尚）

### テレビドラマ
- ガールズトーク〜十人のシスターたち〜（2013年、テレビ朝日）
- ブラック・プレジデント 第2・5話（2014年、関西テレビ） - 金谷沙織（城東大学女性人権サークル「ウーマンズ」代表） 役
- 匿名探偵 第8話（2014年、テレビ朝日『金曜ナイトドラマ』）
- 天使と悪魔-未解決事件匿名交渉課- 第4話（2015年、テレビ朝日『金曜ナイトドラマ』）
- ホテルコンシェルジュ（2015年、TBS） - 玉山和代（客室係） 役[5]
- クロスロード（2016年、NHK BSプレミアム）
- 素敵な選TAXI SPECIAL〜湯けむり連続選択肢〜（2016年4月5日、関西テレビ）
- 家政夫のミタゾノ 第3話（2016年、テレビ朝日『金曜ナイトドラマ』）
- 連続テレビ小説 ひよっこ 第14週 / 第79回・81回・第15週 / 第87回（2017年7月3日・5日・12日、NHK）[6][7][8] - 役名不明（ビートルズのファン）
- 刑事7人（2017年、テレビ朝日） - 大竹静香 役
- 健康で文化的な最低限度の生活（2018年、関西テレビ）‐ 川岸彩 役
- 癒されたい男 第2話（2019年4月18日、テレビ東京）‐ 母親 役
- だから私はメイクする 第2話（2020年10月15日、テレビ東京） - 竹山慶子 役
- 珈琲いかがでしょう 第3話（2021年4月19日、テレビ東京） ‐ 鈴木 役
- 群青領域 第8話（2021年12月10日、NHK総合）
- 愛しい嘘〜優しい闇〜 第1話（2022年1月14日、テレビ朝日）‐ 板橋 役
- メンタル強め美女白川さん 第5話（2022年5月5日、テレビ東京）‐ 水野遙子 役
- 家政夫のミタゾノ 第7シーズン 最終回（2025年3月11日、テレビ朝日） - 記者 役[9]

### ネット配信ドラマ
- ニーチェ先生（2016年、Hulu）
- 特命係長 只野仁 AbemaTVオリジナル 第43話（2017年、AbemaTV） - 山根の妻 役
- 仮面ライダーBLACK SUN（2022年10月28日、Amazon Prime Video） - 女性の怪人 役

### テレビ番組
- ふらり松尾芭蕉 第25話「攻略」（2017年4月27日、フジテレビ）
- ボキャブライダー on TV（2017年7月3日、NHK Eテレ）[10]

### 舞台
- 舞台 私のホストちゃん REBORN（2017年）
- メッキの星（2017年、浮世企画）[11]

### CM
- オリエンタルバイオ ハラスメント大全集編

## 受賞歴
- CoRich舞台芸術祭り2013春 - 俳優賞
- 黄金のコメディフェスティバル2013 - 優秀俳優賞